# Gudmund
Gudmund (Guðmundr) de acuerdo a la saga Hervarar era un rey en Jötunheim en Finnmark, Noruega que reinaba sobre una tierra llamada Glæsisvellir.
Se dijo de él y sus hombres vivían varias veces el lapso de hombres normales, así que los paganos creían que el «Acre Sin Muerte» (Glaesisvellir) se emplazaba su reino. Tras su muerte, fue adorado como dios y se le ofecían sacrificios.
Según Heimskringla del escaldo islandés Snorri Sturluson, el rey sueco Granmar de Södermanland tenía dos hijos, pero la leyenda sobre el héroe Helgi Hundingsbane cita a tres varones: Hothbrodd, Gudmund y Starkad, los tres muertos bajo la hoja del acero de Helgi. Es posible que la leyenda de Helgi mencione a otro rey Granmar, ya que mientras el primero se refiere a un caudillo del siglo V, Ingjald y el resto pertenecen al siglo VII.
La saga Hervarar también cita que tuvo un hijo, heredero al trono, llamado Höfund.